# Askeptosauroidea
Askeptosauroidea é uma superfamília que faz parte da ordem Thalattosauria, que inclui répteis marinhos que viveram principalmente durante o período Triássico, há cerca de 250 a 200 milhões de anos. Os askeptossauróides são conhecidos por serem répteis adaptados à vida aquática.
Os askeptossauróides possuíam corpos compridos e esguios, que os ajudavam a se mover com agilidade na água. Sua estrutura física era adaptada para um estilo de vida nadador, possivelmente semelhante ao de enguias. O crânio geralmente era estreito e triangular, com dentes afiados e finos. Isso sugere que eram carnívoros que se alimentavam de pequenos peixes e outros organismos marinhos de corpo mole. As patas dos askeptossauróides eram adaptadas como remos, permitindo uma natação eficiente. A cauda longa e musculosa ajudava a propulsionar o corpo, sendo uma das principais ferramentas para se mover rapidamente na água.

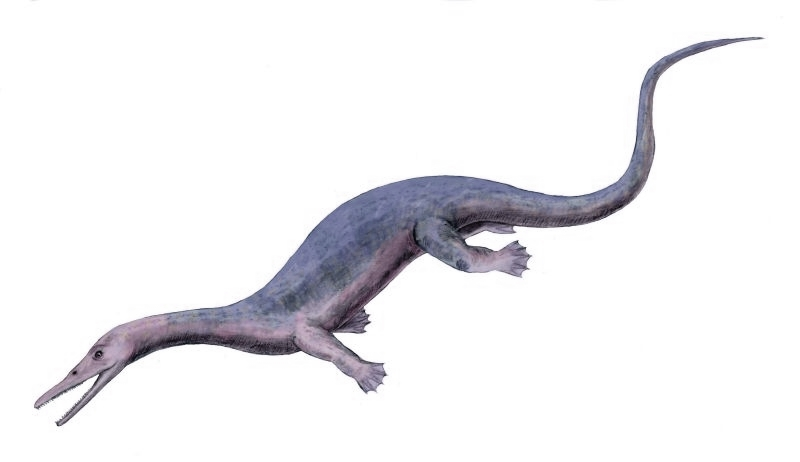
Askeptosaurus

## Hábitat e Ecologia
Os fósseis de askeptossauróides foram encontrados em áreas que hoje são parte da Europa e da Ásia, sugerindo que eles viviam em mares tropicais ou subtropicais do Triássico. Naquela época, essas áreas eram cobertas por mares rasos, que eram ricos em vida marinha. Assim como muitos répteis marinhos, os askeptossauróides precisavam ser bons nadadores para sobreviver em um ambiente onde a competição por alimento e a necessidade de escapar de predadores eram altas. Suas características anatômicas sugerem que eram ágeis e bem adaptados a essa tarefa. Os askeptossauróides coexistiam com outros répteis marinhos do Triássico, como os ictiossauros. É possível que houvesse uma divisão de nichos entre esses grupos, com diferentes tipos de alimentação e áreas de caça, para evitar competição direta.

## Dieta e Comportamento
A forma dos dentes e do crânio sugere que esses répteis eram carnívoros, provavelmente alimentando-se de peixes e outros pequenos animais marinhos. Eles teriam sido caçadores ativos, usando sua forma hidrodinâmica para capturar presas na água.

## Classificação
- Família Askeptosauridae Kuhn, 1952
  - Gênero Anshunsaurus Liu, 1999
  - Gênero Askeptosaurus Nopsaca, 1925
  - Gênero Miodentosaurus Cheng, Wu e Sato, 2007
- Família Endennasauridae Renesto, 1984
  - Gênero Endennasaurus Renesto, 1984